# Provensálská kuchyně
Kuchyně ve stylu Provence pochází ze stejnojmenné oblasti. Provence je země s bohatou historií. Rozkládá se na území jihovýchodní Francie a je součástí Provence-Alpes-Côte d'Azur, což je jeden z administrativních celků Francie, který má 31 400 obyvatel a hustotu osídlení 158 obyvatel/ km. 
Oblast Provence je výjimečná hlavně díky svým rozsáhlým vinicím, polím posetých levandulíi, ale i díky cypřišům nebo cedrovým lesům. Provence kuchyně je velmi  specifická díky výraznému provensálskému koření, jež je známé po celém světě.

## Jídlo
Základ gastronomie pocházející z oblasti Provence tvoří tři základní suroviny. Kromě již zmiňovaného provensálského koření se v této kuchyni neobejdete bez česneku a olivového oleje. Všechny tři suroviny jsou velmi aromatické, což je pro tuto kuchyni typické. 
K jídlům jsou v Provence často podávány omáčky. Zřejmě nejznámější je omáčka Aioli, která je z česneku, vaječného žloutku a olivového oleje. Hojně používaná je také omáčka Rouille, která je z papriky.

### Olivový olej
Nejlepší olivový olej, který v oblasti Provence najdete pochází většinou z malovýroby. Jedná se o oleje, které jsou vyráběné z ručně sbíraných oliv. Ty jsou pak lisovány za studena ve speciálních kamenných mlýnech tak, aby nedošlo k dotyku s žádným kovem. Lisování probíhá v tmavých nádobách, aby se k olivám nedostalo světlo, které by mohlo oleji ublížit. 
Olivový olej vyráběný v Provence patří k nejkvalitnějším olivovým olejům na světě. Aby vznikl 1 litr olivového oleje, je nutné vylisovat 5 kilogramů oliv. Dnešní výroba olivového oleje má v oblasti Provence tradici dlouhou přibližně 6 000 let. 
Olivy, jež pocházejí z olivovníků starých několik set let jsou používány k výrobě olivových olejů, které mají výjimečně výraznou chuť. 
Některé olivové oleje jsou zakalené. To však neznamená, že se jedná o oleje méně kvalitní, nebo špatné. Jsou jen nepřefiltrované. Oleje se filtrují pouze pro trh střední Evropy, zbytek Evropy je používá v nefiltrované podobě. 

### Česnek
Česnek údajně podporuje zdraví ledvin, vyčistí kůži a působí velmi dobře i proti zánětu. Využívá se jako lék i prevence proti nejrůznějším onemocněním. V kuchyni jde o surovinu, která je typická nejen pro oblast Provence, ale také pro středomořskou kuchyni. Jeho úprava je ale v oblasti Provence odlišná. 
Syrový se objeví v Provence kuchyni velmi výjimečně. Nejčastěji se nakrájí na plátky, které se osmahnou na olivovém oleji. Takto upravený česnek ochutí jak olivový olej, tak celý pokrm.

### Pokrmy z Provence
Z hlavních chodů si můžete v Provence pochutnat v restauraci například na ratatouille - typický zeleninový pokrm nejčastěji z rajčat, lilku, cuket, papriky a cibule. Obvykle se v místních restauracích ratatouille podávají s přílohou v podobě bagetky. Téměř v každé zdejší restauraci můžete také ochutnat těstoviny po provensálsku nebo lilek po provensálsku. 
V jídelníčku zde naleznete také pizzy a sendviče, které jsou typické pro celou Francii. Velmi oblíbené jsou také saláty. Nejznámější je salát z Nice (salade Niçoise). Ten kromě zeleniny obsahuje také vejce natvrdo a tuňáka.

#### Lanýže
Jedním z nejluxusnějších produktů Provence kuchyně jsou jednoznačně lanýže. Jedná se o houby, které rostou pod zemí u kořenů stromů. Obvykle se vyskytují u dubů nebo jilmů. Na území Francie se vyskytuje asi 30 druhů lanýžů, z nichž nejvýznačnější je lanýž černý. Z oblasti Provence pochází přibližně 80% celé francouzské produkce lanýžů. 

#### Polévky soupe aigo saou a bouilabaisse
Pokud dostanete v Provence chuť na polévku, můžete ochutnat například soupe aigo saou. Pod tímto názvem dostanete česnečku, která obsahuje velké množství zeleniny a kousky ryb. Hodně známá je také polévka bouillabaisse. Ta je z mořských plodů a ryb. 
Brandade de morue
Česky zvaná brandáda z tresky je rybí specialita oblasti Provence. Připravuje se tak, že se treska rozemele spolu s česnekem a olivovým olejem. Takto připravená pasta se pak podává nejčastěji spolu s opečeným chlebem. 

#### Dorade au vin blanc
Další rybí specialita, na které si můžete v restauraci v Provence pochutnat je v českém překladu pražma na bílém víně. Ryba se peče podlitá vínem a obklopená směsí, která většinou obsahuje šalotku, rajčata, česnek, petrželku, fenykl, bobkový list a plátky citrónu. 

#### Pistou
Pistou je obdoba italského pesta. To však obsahuje navíc piniové oříšky, které ve francouzské variantě tohoto pokrmu nejsou. Jde o lahodnou pastu z olivového oleje, česneku, bazalky a parmezánu nebo pecorino. 

#### Calisson z Aix
Jako sladká tečka na závěr je v Provence podáváno velmi často zdejší ovoce. Ani moučníky z této oblasti však nelze opomenout. Calisson z Aix je velmi lahodná drobná cukrovinka, která se vyrábí z mandlí a ovocného želé, které je zahaleno do cukrové polevy. 

#### Fougasse
Speciální chléb, který můžete v Provence ochutnat je fougasse. Má tvar děrované placky, která připomíná klas pšenice. Zvenku má být kůrka pořádně křupavá a vevnitř těsto pěkně nadýchané. Můžete se s ním setkat buď samotným, nebo v podobě plněného pečiva, a to jak sladkými, tak slanými náplněmi. 

#### Navette
Klasické navette jsou ochucené pomerančovými květy.[nedostupný zdroj] Tyto sušenky ve tvaru loďky jsou pro Provence velmi typické. Tradičně se připravují na Hromnice. Jejich tar loďky má představovat symbol bárky, ve které k břehům Provence připluly svaté Marie. 

## Pití
Za nápoj Francouzů je jednoznačně považováno víno. Tento nápoj je oblíbený a typický i v oblasti Provence. Na území poblíž Avignonu se pěstuje světoznámé Châteauneuf-du-Pape. Dále jsou známá vína jako Gigondas, Bandol nebo Côtes de Provence. 
Největší množství vinic se nachází mezi Rhônou a Nice. Můžete zde absolvovat prohlídku vinic u více než 670 vinařů, kteří je nabízí. Významná je z hlediska pěstování vín také horská oblast Alpes de Haute-Provence. 
Kromě vína se v oblasti Provence vyrábí také rozmanité druhy ovocných brandy. Označují se jako eau de vie. Své neodmyslitelné místo zde mají také likéry. Pochutnat si můžete například na kaštanovém, mandlovém nebo broskvovém. Pastis je likér z anýzu, který obsahuje 40-45% alkoholu. Ten se většinou kombinuje smíchaný s vodou (nejčastěji v poměru 5:1 s převahou vody).

## Interiér ve stylu Provence
Kuchyně Provence není typická jen v oblasti jídla a pití, ale i z hlediska zařízení interiérů kuchyní. Tento styl vnáší do kuchyně romantiku francouzského venkova z oblasti Provence. 
Kuchyně ve stylu Provence se mohou vyrábět pomocí tzv. patinování. Tato činnost spočívá v tom, že se výrobci nábytku snaží, aby každý kus vypadal jako starý. Pokouší se uměle vytvořit iluzi toho, co by jinak vzniklo samovolně za několik desítek let v průběhu času. Patina dodá celé kuchyni lehce opotřebovaný nádech, který je romantickému stylu Provence vlastní. 
Provensálský styl je, kromě již zmíněné patiny, typický použitím přírodních materiálů a také velmi světlými barvami. Mezi oblíbené barvy tohoto stylu patří hlavně krémová, smetanová, vanilka, ale také další odstíny pastelových barev. Tento styl kuchyní dokáže působit velmi harmonicky a útulně.